# Machimus mondali
Machimus mondali là một loài ruồi trong họ Asilidae. Machimus mondali được Joseph & Parui miêu tả năm 1995. Loài này phân bố ở miền Ấn Độ - Mã Lai.